# 吉米·阿里亚斯
詹姆斯·阿里亚斯（英語：James Arias，1964年8月16日—），美国男子网球运动员。他曾获得法国网球公开赛混合双打冠军。他也曾参加1984年夏季奥林匹克运动会，获得男子单打第三名。